# مونکلاسیکو
مونکلاسیکو (به ایتالیایی: Monclassico) یک کومونه در ایتالیا است که در ترنتینو واقع شده‌است.

## خصوصیات
مونکلاسیکو ۸٫۷ کیلومترمربع مساحت و ۸۱۱ نفر جمعیت دارد و ۷۷۰ متر بالاتر از سطح دریا واقع شده‌است.